# Tiffany Cameron
Tiffany Cameron (Toronto, 1991. október 16. –) kanadai születésű jamaicai női labdarúgó. A Real Betis támadója.

## Pályafutása
Jamaicai szülők gyermekeként Torontóban látta meg a napvilágot, majd a Mississaugai St. Joseph's Főiskolán végezte tanulmányait. Ez idő tájt kezdett komolyabban érdeklődni a sportok iránt és előbb a kosárlabda, aztán a labdarúgás felé orientálódott. 

### Klubcsapatokban

#### Ohio State Buckeyes
Az Ohiói Állami Egyetemen négy szezonon keresztül játszott és a 2012-es utolsó idényében 21 góljával az egy évben a legtöbb gólt szerző női labdarúgójaként írt rekordot az egyetem történetében, emellett az ohiói karrierje alatt szerzett 40 találatával az intézmény legeredményesebb játékosa lett.

#### Seattle Reign
Főiskolai évei után a Seattle Reign szerződtette, azonban a Kennya Cordnerrel, Stephanie Cox-al és Megan Rapinoe-val kötött korábbi előszerződései miatt kénytelen volt szabadlistára tenni a támadót.

#### FC Kansas City
Az NWSL újonca 2013. június 16-án jelentette be érkezését, de Cameron mindössze négy perc játéklehetőséget kapott a kék-fehéreknél.

#### TSG Hoffenheim
A hoffenheimi együttes a 2013–2014-es idény második felére kötött kontraktust Cameronnal és 7 meccsen 1 találatot jegyezhetett fel.

#### Ottawa Fury
A 2014-es év hátralévő részét az Ottawa Furynél töltötte, akikkel az USL W-League harmadik helyén ért célba.

#### Apóllon Lemeszú
2015 márciusában a ciprusi Apóllon Lemeszú színeibe öltözött. A Bajnokok Ligájában három mérkőzésen lépett pályára, melyeken három gólt rúgott.

#### Ramat HaSharon
Izraelben a Ramat HaSharon gárdáját első bajnoki címéhez segítette 35 góljával, eredményességével pedig kiérdemelte a gólkirálynői címet is.

#### Borussia Mönchengladbach
A holtszezonban visszatért Németországba a frissen feljutott Borussia Mönchengladbach csapatához. A 2016–2017-es kiírás azonban nagyon gyengére sikeredett és távozott a klubtól.

#### FF USV Jena

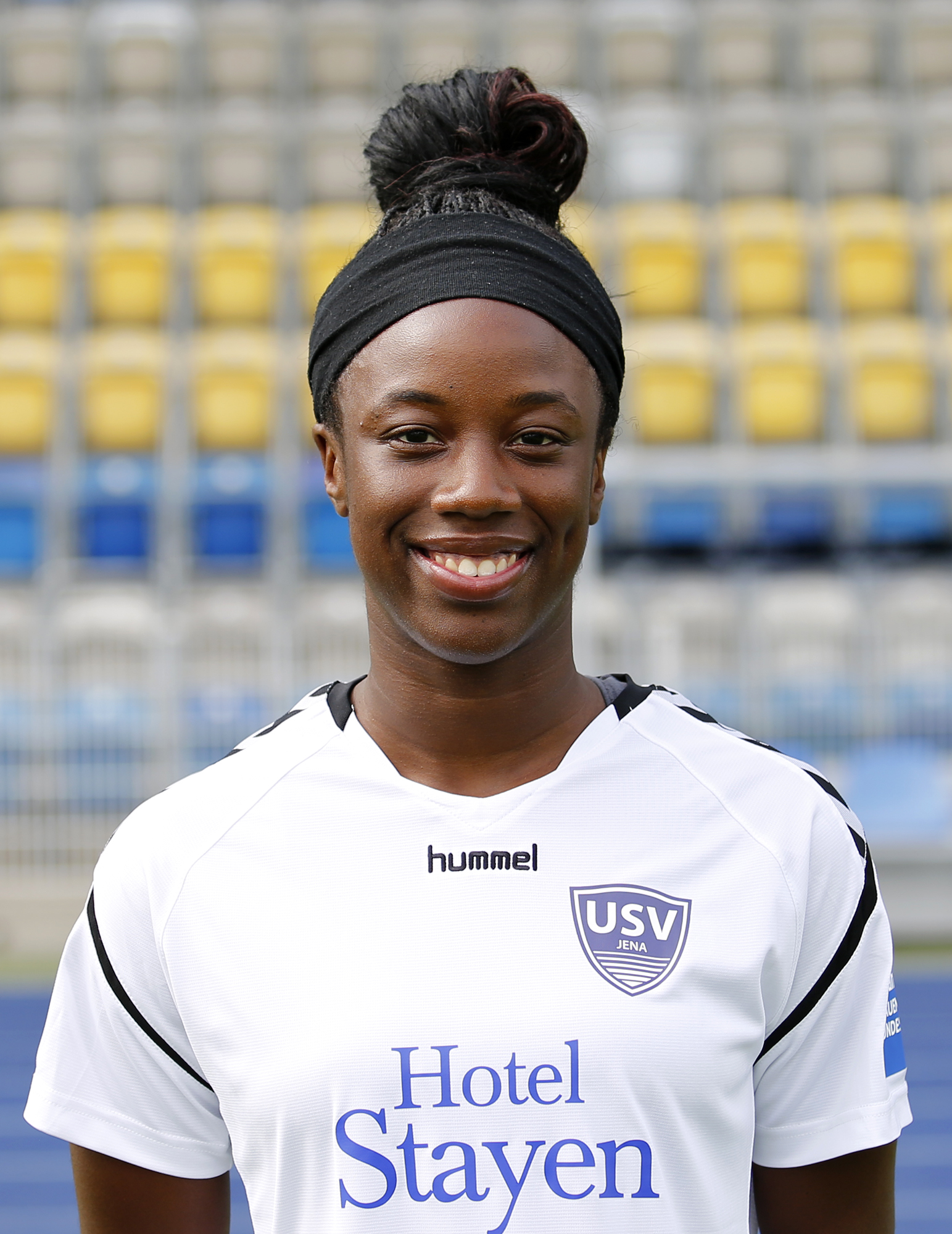
Cameron az FF USV Jena színeiben

A jénai csapathoz 2017 júniusában írt alá, de a 14 meccsen elért egy találata újabb klubcserére késztette.

#### Vittsjö GIK
Kisebb kitérő volt számára a svédországi kaland, ahol a bajnokság zárószakaszára érkezett 2018 augusztusában. A két és fél hónapos időszak alatt öt mérkőzésen lépett pályára.

#### Stabæk FK
A norvég csapathoz 2019. március 24-én szerződött, a klubot azonban nem tudta megmenteni a kieséstől 20 meccsen szerzett 3 góljával.

#### Ferencváros
A zöld-fehérekkel bajnoki címet és kupagyőzelmet abszolvált a 2020–21-es idényben, ráadásul a 17 mérkőzésen szerzett 5 gólja mellé kiegyensúlyozott, magabiztos játékot produkált.

#### ETO FC Győr
A győriek újjáépülő csapatának azonban nem tudott nemet mondani és a bajnokság végeztével két évre leszerződött az ETO-hoz. Első évében régi önmagát idézve 13 alkalommal volt eredményes és fontos szerepet vállalt az ezüstérem megszerzésében.

#### Real Betis
2023. július 22-én kétéves szerződést írt alá a spanyol Real Betis gárdájához.

### A válogatottban
A 2008-as U17-es vb-n Kanada színeiben négy mérkőzést abszolvált. Részt vett a 2019-es világbajnokságon és két csoportmérkőzésen húzhatta magára a Reggae Girlz mezét.

## Sikerei

### Klubcsapatokban
Magyar bajnok (1):
- Ferencváros (1): 2020–21

 Izraeli bajnok (1):
- Ramat HaSharon (1): 2015–16

 Magyar kupagyőztes (3):
- Ferencváros (1): 2021
- ETO FC Győr (2): 2022,[19] 2023[20]

 Magyar ezüstérmes (2):
- ETO FC Győr (2): 2021–22, 2022–23

 USL W-League bronzérmes (1):
- Ottawa Fury (1): 2020

### Egyéni
Izraeli gólkirálynő (1): 2015–16 (35 gól)

## Statisztikái

### A válogatottban
2022. április 13-al bezárólag
| Jamaica színeiben szerzett góljai | Jamaica színeiben szerzett góljai | Jamaica színeiben szerzett góljai           | Jamaica színeiben szerzett góljai | Jamaica színeiben szerzett góljai | Jamaica színeiben szerzett góljai | Jamaica színeiben szerzett góljai | Jamaica színeiben szerzett góljai |
| --------------------------------- | --------------------------------- | ------------------------------------------- | --------------------------------- | --------------------------------- | --------------------------------- | --------------------------------- | --------------------------------- |
|                                   |                                   |                                             |                                   |                                   |                                   |                                   |                                   |
| Gól                               | Dátum                             | Helyszín                                    | Ellenfél                          | Találat                           | Eredmény                          | Esemény                           | Forrás                            |
| 1                                 | 2019. szeptember 30.              | Függetlenségi Park, Kingston, Jamaica       | Kuba                              | 5–0                               | 12–1                              | Olimpiai selejtező                | [ 21 ]                            |
| 2                                 | 2019. szeptember 30.              | Függetlenségi Park, Kingston, Jamaica       | Kuba                              | 6–0                               |                                   | Olimpiai selejtező                | [ 21 ]                            |
| 3                                 | 2019. október 6.                  | Függetlenségi Park, Kingston, Jamaica       | Saint Lucia                       | 7–0                               | 11–0                              | Olimpiai selejtező                | [ 22 ]                            |
| 4                                 | 2020. február 4.                  | H-E-B Park, Edinburg, Egyesült Államok      | Saint Kitts és Nevis              | 2–0                               | 7–0                               | Olimpiai selejtező                | [ 23 ]                            |
| 5                                 | 2020. február 20.                 | Kirani James Stadion, St. George’s, Grenada | Grenada                           | 1–0                               | 6–1                               | 2023-as vb-selejtező              | [ 24 ]                            |
| 6                                 | 2022. április 13.                 | Sabina Park, Kingston, Jamaica              | Dominikai Köztársaság             | 3–1                               | 5–1                               | 2023-as vb-selejtező              | [ 25 ]                            |